# Pachypasoides albinotum
Pachypasoides albinotum är en fjärilsart som beskrevs av Matsumura 1927. Pachypasoides albinotum ingår i släktet Pachypasoides och familjen ädelspinnare. Inga underarter finns listade i Catalogue of Life.